# قطعنامه ۱۸۷۱ شورای امنیت
قطعنامه ۱۸۷۱ شورای امنیت سازمان ملل متحد که در تاریخ ۳۰ آوریل ۲۰۰۹ تصویب شد، سندی بین‌المللی دربارهٔ بررسی وضعیت صحرای غربی است. این قطعنامه طی نشست ۶۱۱۷ام با ۱۵ رای موافق، ۰ مخالف و ۰ ممتنع تصویب شد.